# Liga Leumit 2005/06
Die Liga Leumit 2005/06 war die siebte Spielzeit als der nur noch zweithöchsten israelischen Fußballliga. Sie begann am 26. August 2005 und endete am 15. Mai 2006.

## Modus
Die zwölf Mannschaften spielten im Verlauf der Saison dreimal gegeneinander. Die Teams, die nach 22 Spielen die ersten sechs Plätze belegten hatten ein Heimspiel mehr als die Teams auf den unteren sechs Plätzen. Der Tabellenerste und -zweite stieg in die Ligat ha’Al 2006/07 auf, die beiden Tabellenletzten musste in die drittklassige Liga Alef absteigen.

## Vereine
| Verein                      | Stadt           |
| --------------------------- | --------------- |
| Hapoel Akko                 | Akkon           |
| Hapoel Aschkelon            | Aschkelon       |
| Hapoel Be’er Scheva         | Be’er Scheva    |
| Maccabi Be’er Scheva        | Be’er Scheva    |
| Hapoel Haifa                | Haifa           |
| Maccabi Herzlia             | Herzlia         |
| Hapoel Jerusalem            | Jerusalem       |
| Hapoel Ironi Kirjat Schmona | Kirjat Schmona  |
| Hapoel Ra’anana             | Ra’anana        |
| Hakoah Ramat Gan            | Ramat Gan       |
| Hapoel Ironi HaScharon      | Ramat haScharon |
| Hapoel Ironi Rischon LeZion | Rischon LeZion  |

## Abschlusstabelle
| Pl. | Verein                      | Sp. | S  | U  | N  | Tore    | Diff. | Punkte |
| --- | --------------------------- | --- | -- | -- | -- | ------- | ----- | ------ |
| 1.  | Maccabi Herzlia             | 33  | 16 | 9  | 8  | 042:220 | +20   | 57     |
| 2.  | Hakoah Ramat Gan            | 33  | 15 | 11 | 7  | 047:310 | +16   | 56     |
| 3.  | Hapoel Ironi Kirjat Schmona | 33  | 12 | 14 | 7  | 039:330 | +6    | 50     |
| 4.  | Hapoel Be’er Scheva (A)     | 33  | 11 | 16 | 6  | 035:250 | +10   | 49     |
| 5.  | Hapoel Jerusalem            | 33  | 13 | 10 | 10 | 045:400 | +5    | 49     |
| 6.  | Hapoel Haifa (A)            | 33  | 11 | 14 | 8  | 040:280 | +12   | 47     |
| 7.  | Hapoel Akko                 | 33  | 12 | 10 | 11 | 032:330 | −1    | 46     |
| 8.  | Hapoel Aschkelon (N)        | 33  | 10 | 8  | 15 | 033:400 | −7    | 38     |
| 9.  | Hapoel Ra’anana             | 33  | 8  | 12 | 13 | 031:360 | −5    | 36     |
| 10. | Hapoel Ironi HaScharon 1    | 33  | 8  | 13 | 12 | 030:390 | −9    | 35     |
| 11. | Hapoel Ironi Rischon LeZion | 33  | 6  | 13 | 14 | 024:430 | −19   | 31     |
| 12. | Maccabi Be’er Scheva (N) 2  | 33  | 6  | 10 | 17 | 019:470 | −28   | 27     |

Platzierungskriterien: 1. Punkte – 2. Tordifferenz – 3. geschossene Tore

| (A) | Absteiger aus der Ligat ha’Al 2004/05 |
| (N) | Neuaufsteiger der letzten Saison      |